# Beira

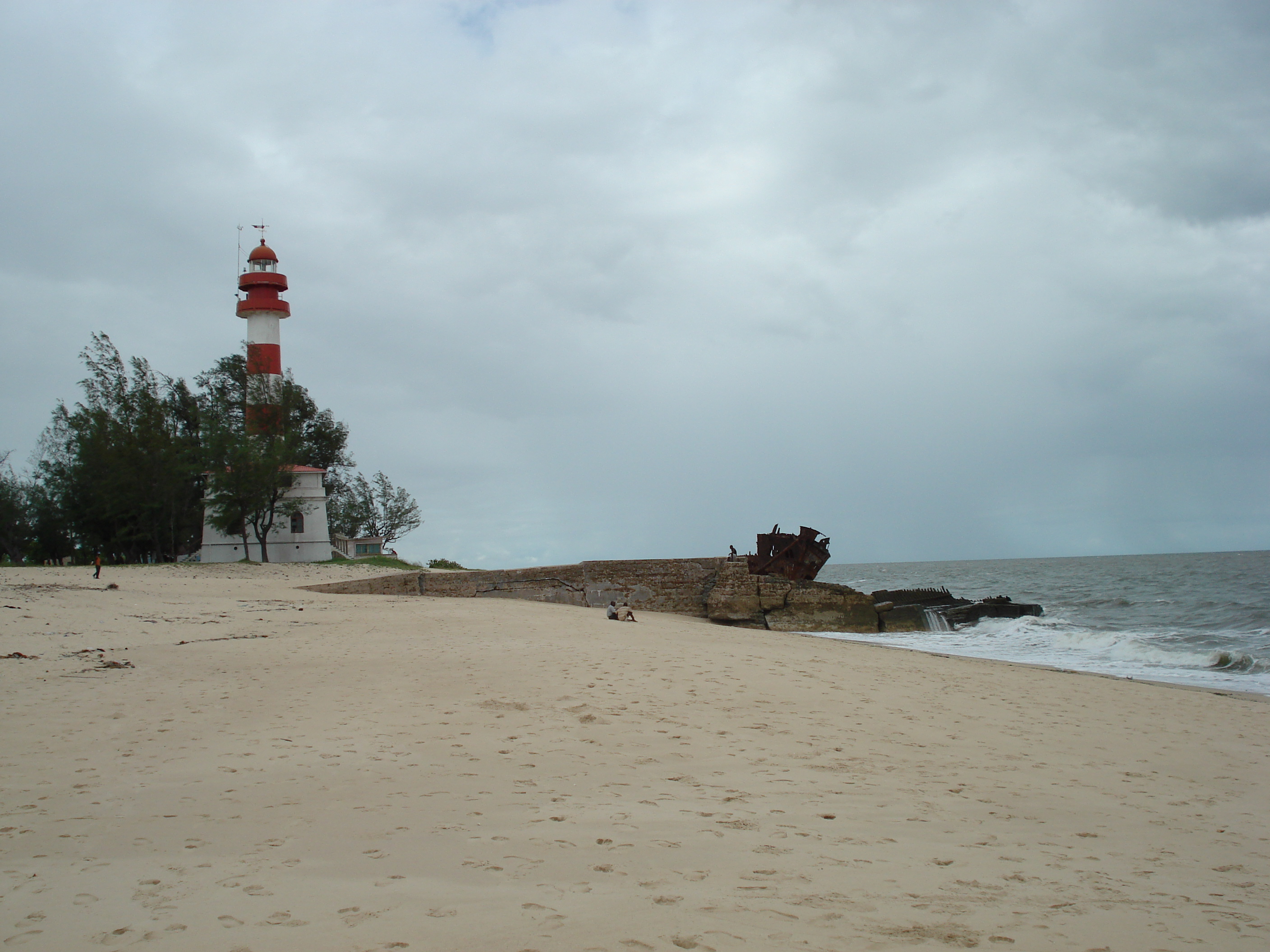
Világítótorony a Macuti-parton

Beira Mozambik harmadik legnagyobb városa. Az ország középső részén, Sofala-régióban található település a Pungue folyó torkolatánál, az Indiai-óceán partján fekszik. A 2006-os népszámlálás alapján lakosainak száma 546 000 fő, a kilenc évvel korábbi, 1997-es adatok több mint százezer lakossal kevesebbet számláltak, 412 588 főt.
Fontos kikötőváros, nem csupán a helyi és nemzeti kereskedelem jelentős részét bonyolítják itt le, de az ország keleti, szomszédos államai (Zimbabwe, Zambia és Malawi) is kihasználják a város kedvező elhelyezkedését.
A település a 19. században a Portugál Mozambiki Társaság irányítása alatt állt, 1947-től a portugál gyarmati kormány felügyelte 1975-ig, az ország függetlenné válásáig.

## Éghajlata
Trópusi szavanna éghajlatú. Az átlagos hőmérséklet januárban 28,5 °C, júliusban (ez a leghidegebb hónap) 21 °C. Az esős évszak nagyjából novembertől áprilisig tart.

## Története
A várost 1890-ben portugál telepesek alapították Chiveve néven, a közelben található folyó után. 1907-ben nevezték át Portugália Beira megyéje után, amikor a portugál királyi család tagjai közül először, Luís Filipe herceg látogatott el a kelet-afrikai országba. Az európai telepesek kereskedelmi célokkal építették ki a kikötőt, valamint vasutat fektettek le egészen Rodézia határáig. A település 1907-ben városi rangot kapott. Alapításától 1947-ig a Portugál Mozambiki Társaság felügyelte, amikor a portugál gyarmati kormány vette át a fennhatóságot. 1966-ban adták át az új vasútállomást. Mozambik 1975-ben kikiáltotta függetlenségét, Beira ekkor az ország és egyben Kelet-Afrika egyik legfontosabb és legjobban kiépített kikötővárosa volt. Gazdaságának legfontosabb alapja a kereskedelem, a halászat valamint a turizmus volt. Lakosságát számos kisebb-nagyobb etnikai csoport alkotta, legnagyobb számban afrikaiak, portugálok, kínaiak valamint indiaiak telepedtek itt le.
A függetlenség elnyerését követően kitört polgárháború során, 1977 és 1992 között a város gazdasága gyors hanyatlásnak indult, a nemzetközi kereskedelem, valamint a turizmus szinte teljesen megszűnt, a kereskedő cégek elhagyták a települést. A település és Zimbabwe között húzódó vasútvonalat zimbabwei csapatok védték, biztosítani próbálták a folyamatos kereskedelmet. Beira egyik jelképét, az 1963-ban átadott Grand Hotelt kifosztották és súlyosan megrongálták. Az országot 2000-ben sújtó áradásokat követően a városban és a környező régióban milliók váltak hajléktalanná, ismét jelentős csapást mérve a település gazdasági életére.
2019 márciusában a várost erősen megrongálta az Idai ciklon, aminek során az épületek 90%-a kárt szenvedett.

## Híres emberek
Itt születtek:
- Mia Couto (1955-) író
- Pedro Boese (1972-) festő
- Carlos Cardoso (1951-2000) újságíró
- Tasha de Vasconcelos (1966-) színész, modell
- João Luis Sol de Carvalho (1953-) író, filmrendező

## Demográfia
| Év   | Lakosság |
| ---- | -------- |
| 1970 | 113 770  |
| 1980 | 230 744  |
| 1997 | 412 588  |
| 2007 | 436 240  |

## Látnivalók
- Beirai katedrális
- Macuti tengerparti strand
- Világítótorony
- A Grand Hotel épülete
- A Gorongosa Nemzeti Park - a várostól északra.

## Közlekedés
A város fontos kikötő, amit Zimbabwe, Zambia és Malawi is igénybe vesz.
A város határában nemzetközi forgalmat is lebonyolító repülőtér található.

## Testvérvárosok
- - Bristol, Nagy-Britannia, 1990-től
- - Porto, Portugália
- - Padova, Olaszország

## Külső hivatkozások
- Hivatalos honlap